# Мова майбутнього
Мова майбутнього — іспанський документальний короткометражний фільм сценариста Ніколаса Алкала. В український прокат вийшов із віковим обмеженням — 16 років.

## Сюжет
Мова майбутнього — історія про те, як люди еволюціонували за допомогою мови з плином часу. Короткометражка дає можливість вирушити у подорож крізь час в доісторичні печери та джунглі Амазонки і на вершину Гімалаїв.